# Aubusson, Orne

Aubusson este o comună în departamentul Orne, Franța. În 1 ianuarie 2022 avea o populație de 396 de locuitori.